# Eudorylas carpathicus
Eudorylas carpathicus är en tvåvingeart som beskrevs av Kozanek 1993. Eudorylas carpathicus ingår i släktet Eudorylas och familjen ögonflugor. Inga underarter finns listade i Catalogue of Life.